# Vera Smiljanić
Vera Smiljanić Čolanović (Čibutkovica, kod Lazarevca 25. februar 1923 — Beograd, 2021) bila je jugoslovenska i srpska psihološkinja i feministkinja. Jedna je od graditeljki Odeljenja za psihologiju Filozofskog fakulteta Univerziteta u Beogradu. Autorka pionirskih radova iz razvojne psihologije (interpersonalni odnosi, levorukost, dečji humor i smeh), polnih razlika i starosti. Jedna od pokretačica savremenog ženskog pokreta u Jugoslaviji.

## Biografija
Vera Smiljanić rođena je 15. februara 1923. godine u selu Čitbukovci kod Lazarevca u učiteljskoj porodici. Tokom Drugog svetskog rata bila je aktivna partizanskom pokretu.
Po završetku učiteljske škole u Kragujevcu (1942) radi kao učiteljica u selima Stanci kod Kuršumlije i Tečiću u srezu Levaču (1943-1944).
Godine 1945. započinje studije na Filozofskom fakultetu, Univerziteta u Beogradu (UB), na odeljenju gde su bile objedinjene filozofija, psihologija i pedagogija. Tokom studiranja je radila u (Arhivi) TANJUG. Diplomirala je 1950. godine kod prof.dr Borislava Stevanovića kao najbolja u generaciji a za diplomski rad nagrađena je Novembarskom nagradom (1951).
Nakon diplomiranja radila je na Filozofskom fakultetu na Katedri za psihologiju kao službenica-pripravnica (sa zvanjem profesorke srednje škole), a od 1954. je u stalnom radnom odnosu asistentkinje na predmetu Dečja psihologija kod prof. B. Stevanovića.
Tokom školske 1958/59. provela je nekoliko meseci u Londonu na studijskom boravku. Doktorirala je na temu „Neke determinante interpersonalnih odnosa i socijalne percepcije“ 1962. i iste godine je izabrana u zvanje docentkinje na predmetu Psihologija detinjstva i mladosti novouvedenom na Filozofskom fakultetu UB(1961).
Tokom školske 1967/68. godine boravi u SAD-u, kao stipendistkinja Fordove fondacije.
Za vanrednu profesorku razvojne psihologije izabrana je 1970. godine. Vodila je značajne istraživačke projekte i u periodu 1972-1980. bila je i upravnica Instituta za psihologiju. Tokom 1977. nekoliko meseci  provela je u Moskvi u okviru studijske posete Univerzitetu Lomonosov.
Bila je šefica Seminara za dečju i pedagošku psihologiju (kasnije Katedra za dečju psihologiju, a potom Katedra za razvojnu psihologiju) od 1977. godine do odlaska u penziju. U zvanje redovne profesorke za predmet Razvojna psihologija izabrana je1981. godine. U penziju odlazi 1988. godine, ali nastavlja profesionalni angažman. Držala je predavanja na svom matičnom Fakultetu još 2 godine, na Univerzitetu u Prištini, na Defektološkom fakultetu UB.
Tokom osnivanja Katedre za psihologiju Filozofskog fakulteta UNS u Novom Sadu predavala je Razvoju psihologiju i bila mentorka za doktorski rad Urošu Mladenović (na temu polnih uloga), Lajošu Gencu (na temu dvojezičnosti dece), i Svenki Savić (na temu razvoj govora kod blizanaca).
Sa unukom Vidom Stambolovićem napisala je serijal knjiga za decu „Da pukneš od smeha“, dečji humor (u izdanju Kreativnog centra, Beograd).

## Feministički aktivizam
Tokom akademske karijere Vera Smiljanić afirmisala je ideje o ravnopravnosti polova unutar tema kojima se bavila u u okviru akademskog programa, a aktivno je učestvovala i u aktivnostima neformalne grupe „Žena i društvo“ koja je u jugoslovenskom prostoru (Ljubljana, Zagreb, Beograd) organizovala javna predavanja i diskusije. Na tribinama je govorila na temu psihologije pola i roda (naročito nakon povratka sa stipendije u Berkliju tokom 1968). Kada je formiran alternativni akademski interdisciplinarni program Ženskih studija u Centru za ženske studije u Beogradu (1992) održavala je predavanja u Izbornom kursu pod nazivom Psihologija (1997/98, sa Marinom Bogdanović, Nadom Ler, Lepom Mlađenović, i dr.) i Klasici psihoanalize (2000/01) na teme Frojdovog učenja o ženi, Psihonanalitičkoj kritici Frojda, ali i Koldbergovu teoriju polnog identiteta, i teoriju Karla Junga. Predavala je i kasnije i učestvovala u raznim događajima u Centru.
Vera Smiljanić je promovisala feminističke aspekte u razvojnoj psihologiji i bila je mentorka niza seminarskih, diplomskih, magistarskih i doktorskih radova iz oblasti polnih razlika. Doprinela je da se studentkinje završnih godina opredele za teme diplomskih radova iz oblasti rodne ravnopravnosti (kao što su Lepa Mlađenović, Sofija Trivunac).

## Nagrade i priznanja
1951. najbolja studentkinja generacije (u povodu obeležavanja 29. novembra).
1973. Plaketa Kolarčevog narodnog univerziteta (KNU) kao priznanje za izvanredne zasluge na unapređenju Kolarčevog narodnog univerziteta, Beograd.
1975. nagrada „Borislav Stevanović" za  istraživački projekat “Nova revizija Bine-Simonove skale” (timski rad. prof. dr Vera
Smiljanić Čolanović, pro. dr Ivan Ivić, mr Ružica Rosandić, Milan Milinković)
1976. Oktobarska nagrada Grada Beograda („Autoru kolektivnog dela Razvoj i merenje inteligencije“)
1978. Plaketa povodom 25 godina svog postojanja i rada Društvo psihologa SR Srbije, za poseban doprinos razvoju i unapređenju društva, Niška Banja.
1978. Zahvalnica za izuzetan doprinos u razvoju psihologije i radu Društva psihologa Jugoslavije (povodom 25 godina osnivanja i rada Saveza društava psihologa Jugoslavije, Sarajevo).
1984. Zahvalnica na VIII kongresu Psihologa Jugoslavije, Herceg Novi.
1988. Orden rada sa crvenom zastavom.

## Bibliografija (izbor)
Otroška psihologija, (sa Ivanom Toličič, na slovenačkom), Mladinska knjiga, Ljubljana, 1968.
Psihologija starenja, Nolit, Beograd, 1979.
Razvojna psihologija, Društvo psihologa Srbije, Beograd, 1979.

## Literatura
"Smiljanić, Vera", u: Srpski Who is Who 2011-2013, Zavod za udžbenike, Beograd, 2013, str. 662.
Stepanović Ilić, Ivana i Natalija Panić, "Sećanje na profesorku dr Veru Smiljanić", doajen razvojne psihologije", Psihološke novine, list Društva psihologa Srbije, br. 452, god. XLIV, Društvo psihologa Srbije, Beograd, januar 2022, str. 8.